# Еммет (округ Марафон, Вісконсин)
Еммет (англ. Emmet) — місто (англ. town) в США, в окрузі Марафон штату Вісконсин. Населення — 905 осіб (2020).

## Демографія
Згідно з переписом 2010 року, у місті мешкала 931 особа в 324 домогосподарствах у складі 261 родини. Було 347 помешкань
Расовий склад населення:
| - 98,8 % — білих - 1,1 % — осіб інших рас |

До двох чи більше рас належало 0,1 %. Частка іспаномовних становила 1,4 % від усіх жителів.
За віковим діапазоном населення розподілялося таким чином: 26,0 % — особи молодші 18 років, 61,0 % — особи у віці 18—64 років, 13,0 % — особи у віці 65 років та старші. Медіана віку мешканця становила 38,8 року. На 100 осіб жіночої статі у місті припадало 111,1 чоловіків;  на 100 жінок у віці від 18 років та старших — 109,4 чоловіків також старших 18 років.
Середній дохід на одне домашнє господарство  становив 86 784 долари США (медіана — 76 719), а середній дохід на одну сім'ю — 95 345 доларів (медіана — 83 250). Медіана доходів становила 54 671 долар для чоловіків та 40 739 доларів для жінок. За межею бідності перебувало 2,6 % осіб, у тому числі 0,0 % дітей у віці до 18 років та 7,8 % осіб у віці 65 років та старших.
Цивільне працевлаштоване населення становило 505 осіб. Основні галузі зайнятості: освіта, охорона здоров'я та соціальна допомога — 22,4 %, виробництво — 17,6 %, фінанси, страхування та нерухомість — 12,5 %, роздрібна торгівля — 11,5 %.